# Aulagromyza nitida
Aulagromyza nitida är en tvåvingeart som först beskrevs av Malloch 1913.  Aulagromyza nitida ingår i släktet Aulagromyza och familjen minerarflugor. Inga underarter finns listade i Catalogue of Life.